# Lista de primeiras-damas da Argentina
Esta é a lista de primeiras-damas da Argentina, título protocolar que é concedido ao cônjuge, companheiro ou familiar da pessoa que exerce a Presidência da Argentina, ou na sua ausência, a quem cumpre suas funções protocolares em viagens e cerimônias oficiais.
Historicamente, o cargo era ocupado pela esposa do presidente. Nos últimos anos, o cargo foi ocupado pelo marido e companheiro de união estável da presidente; da mesma forma, em algumas ocasiões, as filhas do presidente desempenharam funções protocolares, sem assumir o título de primeira-dama; o título também foi rejeitado em uma ocasião.
A tradição de estabelecer o título protocolar de primeira-dama começou nos Estados Unidos durante as presidências de James Buchanan (1857-1861) e Abraham Lincoln (1861-1865), mas seu uso generalizou-se nas repúblicas sul-americanas somente a partir de 1930. A tabela inclui aquelas para as quais são referenciadas evidências de que o título de primeira dama já era utilizado no momento de exercê-lo. O jornal El Litoral, que digitalizou e publicou online todas as suas edições desde sua fundação em 1918, usou pela primeira vez a expressão "primeira-dama" em 3 de abril de 1940, para se referir à morte de María Luisa Iribarne de Ortiz, esposa de Roberto Ortiz. Posteriormente há referências ao uso da expressão em 1947, 1948, 1951 e 1965.
A primeira-dama ou o primeiro-cavalheiro não é um cargo eleito, não exerce deveres oficiais e não traz salário. No entanto, participa de trabalhos humanitários e de caridade. Além disso, muitos assumiram um papel ativo na campanha pelo presidente ao qual estão associados.
Juana del Pino, nascida no Uruguai, e Regina Pacini, nascida em Portugal, são as únicas duas primeiras-damas da Argentina que nasceram em um país estrangeiro.
Eva Perón, primeira-dama de 1946 até sua morte, foi a primeira-dama mais importante e influente, conhecida por seu trabalho em muitas causas beneficentes e feministas. Antes de sua morte, o Congresso argentino a nomeou "Líder Espiritual da Nação".
Zulema Maria Eva Menem, apelidada de Zulemita, foi a primeira e única filha presidencial, oficialmente conhecida por atuar como primeira-dama.
Na história argentina, houve uma única vez em que um homem assumiu o posto de primeiro-cavalheiro: Néstor Kirchner, entre 2007 e 2010, ano de sua morte. Kirchner anteriormente foi presidente da nação de 2003 a 2007.

## Primeiras-damas da República Argentina
Esta lista incluiu todas as pessoas que foram primeiras-damas ou primeiros-cavalheiros, independentemente de serem casadas com o presidente em exercício ou não, bem como pessoas que foram consideradas primeiras-damas pelo site oficial da Casa Rosada.
| Nº                             | Primeira-dama                            | Retrato                        | Período                 | Período                 | Presidente                 |
| ------------------------------ | ---------------------------------------- | ------------------------------ | ----------------------- | ----------------------- | -------------------------- |
| 1                              | Delfina Mitre                            |                                | 12 de outubro de 1862   | 12 de outubro de 1868   | Bartolomé Mitre            |
| 2                              | Benita Agustina Sarmiento                |                                | 12 de outubro de 1868   | 12 de outubro de 1874   | Domingo Faustino Sarmiento |
| 3                              | Carmen Avellaneda                        |                                | 12 de outubro de 1874   | 12 de outubro de 1880   | Nicolás Avellaneda         |
| 4                              | Clara Dolores Roca                       |                                | 12 de outubro de 1880   | 12 de outubro de 1886   | Julio Argentino Roca       |
| 5                              | Benedicta Celman                         |                                | 12 de outubro de 1886   | 6 de agosto de 1890     | Miguel Juárez Celman       |
| 6                              | Carolina Pellegrini                      |                                | 6 de agosto de 1890     | 12 de outubro de 1892   | Carlos Pellegrini          |
| 7                              | Cipriana Peña                            |                                | 12 de outubro de 1892   | 23 de janeiro de 1895   | Luis Sáenz Peña            |
| 8                              | Leonor Hermenegilda Uriburu              |                                | 23 de janeiro de 1895   | 12 de outubro de 1898   | José Evaristo Uriburu      |
| Vago; o presidente era viúvo.  | Vago; o presidente era viúvo.            | Vago; o presidente era viúvo.  | 12 de outubro de 1898   | 12 de outubro de 1904   | Julio Argentino Roca       |
| 9                              | Susana Quintana                          |                                | 12 de outubro de 1904   | 12 de março de 1906     | Manuel Quintana            |
| 10                             | Josefa Julia Alcorta                     |                                | 12 de março de 1906     | 12 de outubro de 1910   | José Figueroa Alcorta      |
| 11                             | Rosa Isidora Peña                        |                                | 12 de outubro de 1910   | 9 de agosto de 1914     | Roque Sáenz Peña           |
| 12                             | Emily Plaza                              |                                | 9 de agosto de 1914     | 12 de outubro de 1916   | Victorino de la Plaza      |
| Vago; o presidente era viúvo.  | Vago; o presidente era viúvo.            | Vago; o presidente era viúvo.  | 12 de outubro de 1916   | 12 de outubro de 1922   | Hipólito Yrigoyen          |
| 13                             | Regina Isabel Pacini de Alvear           |                                | 12 de outubro de 1922   | 12 de outubro de 1928   | Marcelo Torcuato de Alvear |
| Vago; o presidente era viúvo.  | Vago; o presidente era viúvo.            | Vago; o presidente era viúvo.  | 12 de outubro de 1928   | 6 de setembro de 1930   | Hipólito Yrigoyen          |
| 14                             | Aurelia Uriburu                          |                                | 6 de setembro de 1930   | 20 de fevereiro de 1932 | José Félix Uriburu         |
| 15                             | Ana Encarnación Justo                    |                                | 20 de fevereiro de 1932 | 20 de fevereiro de 1938 | Agustín Pedro Justo        |
| 16                             | Luisa Ortíz                              |                                | 20 de fevereiro de 1938 | 3 de abril de 1940      | Roberto Marcelino Ortiz    |
| Vago; o presidente era viúvo.  | Vago; o presidente era viúvo.            | Vago; o presidente era viúvo.  | 3 de abril de 1940      | 27 de junho de 1942     | Roberto Marcelino Ortiz    |
| 17                             | Delia Castillo                           |                                | 27 de junho de 1942     | 4 de junho de 1943      | Ramón Castillo             |
| Vago; o presidente era viúvo.  | Vago; o presidente era viúvo.            | Vago; o presidente era viúvo.  | 4 de junho de 1943      | 7 de junho de 1943      | Arturo Rawson              |
| 18                             | Inés Ramírez                             |                                | 7 de junho de 1943      | 25 de fevereiro de 1944 | Pedro Pablo Ramírez        |
| 19                             | Conrada Farrell                          |                                | 25 de fevereiro de 1944 | 4 de junho de 1946      | Edelmiro Julián Farrell    |
| 20                             | Eva Perón                                |                                | 4 de junho de 1946      | 26 de julho de 1952     | Juan Domingo Perón         |
| Vago; o presidente era viúvo.  | Vago; o presidente era viúvo.            | Vago; o presidente era viúvo.  | 26 de julho de 1952     | 23 de setembro de 1955  | Juan Domingo Perón         |
| 21                             | Mercedes Lonardi                         |                                | 23 de setembro de 1955  | 13 de novembro de 1955  | Eduardo Lonardi            |
| 22                             | Sara Lucía Aramburu                      |                                | 13 de novembro de 1955  | 1 de maio de 1958       | Pedro Eugenio Aramburu     |
| 23                             | Elena Luisa Frondizi                     |                                | 1 de maio de 1958       | 29 de março de 1962     | Arturo Frondizi            |
| 24                             | Purificación Guido                       |                                | 29 de março de 1962     | 12 de outubro de 1963   | José María Guido           |
| 25                             | Silvia Elvira Illia                      |                                | 12 de outubro de 1963   | 28 de junho de 1966     | Arturo Umberto Illia       |
| 26                             | María Emilia Onganía                     |                                | 28 de junho de 1966     | 8 de junho de 1970      | Juan Carlos Onganía        |
| 27                             | Bety Nelly Levingston                    |                                | 8 de junho de 1970      | 22 de março de 1971     | Roberto Marcelo Levingston |
| 28                             | Ileana María Lanusse                     |                                | 28 de março de 1971     | 25 de maio de 1973      | Alejandro Agustín Lanusse  |
| 29                             | Georgina Cámpora                         |                                | 25 de maio de 1973      | 13 de julho de 1973     | Héctor José Cámpora        |
| 30                             | Norma Beatriz Lastiri                    |                                | 13 de julho de 1973     | 12 de outubro de 1973   | Raúl Alberto Lastiri       |
| 31                             | Isabel Perón                             |                                | 12 de outubro de 1973   | 1 de julho de 1974      | Juan Domingo Perón         |
| Vago; a presidente era viúva.  | Vago; a presidente era viúva.            | Vago; a presidente era viúva.  | 1 de julho de 1974      | 24 de março de 1976     | Isabelita Perón            |
| 32                             | Alicia Raquel Videla                     |                                | 29 de março de 1976     | 29 de março de 1981     | Jorge Rafael Videla        |
| 33                             | Nélida Viola                             |                                | 29 de março de 1981     | 11 de dezembro de 1981  | Roberto Eduardo Viola      |
| 34                             | Lucía Noemí Galtieri                     |                                | 22 de dezembro de 1981  | 18 de junho de 1982     | Leopoldo Galtieri          |
| 34                             | Nilda Raquel Bignone                     |                                | 1 de julho de 1982      | 10 de dezembro de 1983  | Reynaldo Bignone           |
| 36                             | María Lorenza Alfonsín                   |                                | 10 de dezembro de 1983  | 8 de julho de 1989      | Raúl Alfonsín              |
| 37                             | Zulema Menem                             |                                | 8 de julho de 1989      | 26 de abril de 1995     | Carlos Menem               |
| 38                             | Zulemita Menem                           |                                | 26 de abril de 1995     | 10 de dezembro de 1999  | Carlos Menem               |
| 39                             | Inés Pertiné                             |                                | 10 de dezembro de 1999  | 21 de dezembro de 2001  | Fernando de la Rúa         |
| 40                             | María Alicia Saá                         |                                | 23 de dezembro de 2001  | 31 de dezembro de 2001  | Adolfo Rodríguez Saá       |
| 41                             | Hilda Duhalde                            |                                | 2 de janeiro de 2002    | 25 de maio de 2003      | Eduardo Duhalde            |
| 42                             | Cristina Kirchner                        |                                | 25 de maio de 2003      | 10 de dezembro de 2007  | Néstor Kirchner            |
| —                              | Néstor Kirchner como primeiro-cavalheiro |                                | 10 de dezembro de 2007  | 27 de outubro de 2010   | Cristina Kirchner          |
| Vago; a presidente era viúva.  | Vago; a presidente era viúva.            | Vago; a presidente era viúva.  | 27 de outubro de 2010   | 10 de dezembro de 2015  | Cristina Kirchner          |
| 43                             | Juliana Awada                            |                                | 10 de dezembro de 2015  | 10 de dezembro de 2019  | Mauricio Macri             |
| 44                             | Fabiola Yáñez                            |                                | 10 de dezembro de 2019  | 10 de dezembro de 2023  | Alberto Fernández          |
| Vago; o presidente é solteiro. | Vago; o presidente é solteiro.           | Vago; o presidente é solteiro. | 10 de dezembro de 2023  | até a atualidade        | Javier Milei               |